# Корте Тенка (Мантова)
Корте Тенка је насеље у Италији у округу Мантова, региону Ломбардија.
Према процени из 2011. у насељу је живело 52 становника. Насеље се налази на надморској висини од 30 м.